# Genmab
Genmab A/S este o companie daneză de biotehnologie, fondată în februarie 1999 de Florian Schönharting, la acea vreme director general al fondului de risc BankInvest Biomedical. Compania are sediul în Copenhaga, Danemarca – la nivel internațional, operează prin filialele Genmab B.V. din Utrecht, Olanda, Genmab U.S., Inc. din Princeton, SUA și Genmab K.K. în Tokyo, Japonia. Genmab este o companie cotată dublă, cu acțiuni tranzacționate atât la Bursa de Valori din Copenhaga din Danemarca, cât și la NASDAQ Global Select Market din SUA.